# Mannlicher M1893
O Mannlicher M1893 (ou M93) é um fuzil de ação por ferrolho que foi o fuzil de serviço padrão do Reino da Romênia de 1893 a 1938. O fuzil e seu predecessor 1892 foram os primeiros fuzis de repetição a serem amplamente emitidos no exército romeno. Mais tarde, foi substituído pelo Vz. 24 projetado pela Tchecoslováquia como o fuzil de serviço padrão.

## Desenvolvimento

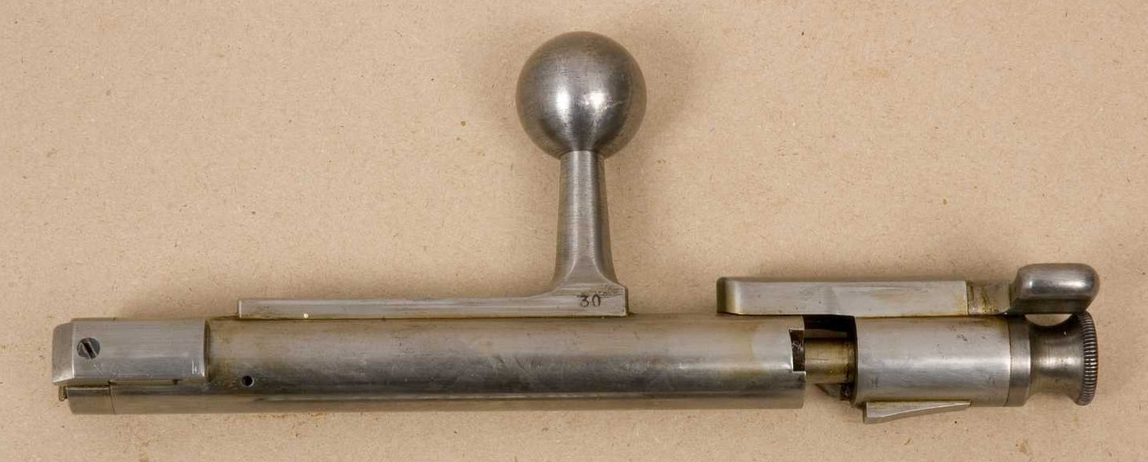
Ferrolho do Mannlicher M1893

Por volta do ano de 1890, as forças armadas romenas começou sua busca por uma arma de fogo de pólvora sem fumaça e de pequeno calibre para substituir o Martini–Henry M1879 de tiro único e retrocarga. Eles se voltaram para a vizinha Österreichische Waffenfabriksgesellschaft (ŒWG) em Steyr, Áustria-Hungria, onde o então gerente da fábrica Otto Schönauer estava modificando o fuzil alemão Gewehr 1888, a licença que a ŒWG obteve como compensação pela violação de patente pelos projetistas da Komissiongewehr no sistema de alimentação de clipes em bloco de Ferdinand Mannlicher. Depois que Mannlicher e Schönauer removeram todos os defeitos óbvios do G88 causados por seu projeto apressado (principalmente consertaram o problema de alimentação dupla modificando a geometria da cabeça do ferrolho) e adaptaram a modernização alemã do clipe permitindo que este último fosse alimentado no fuzil independentemente de o clipe estar virado para cima ou para baixo para uma munição com aro, o fuzil Modelo 1892 estava pronto para ser testado pelo Exército Romeno. Um número de 8.000 fuzis foi encomendado entre 1891 e 1892. Após algumas pequenas melhorias, a variante final, o M1893, com câmara para a munição 6,5x53R, foi colocada em produção. Comparado ao modelo M1892, o M1893 tinha uma haste de empilhamento adicional, reforçando nervuras na parte inferior do alojamento do carregador, e um recurso de segurança foi adicionado ao ferrolho para que ele não pudesse ser reinserido se montado incorretamente. Ao contrário do fuzil austríaco Mannlicher M1895 de tração direta, o fuzil romeno tinha um ferrolho giratório convencional.
A adoção do fuzil causou alguma controvérsia, pois, apesar da aprovação da arma pelo Rei Carlos I, o General Constantin Budișteanu ridicularizou o fuzil austríaco como un baton ("um bastão") que exigia melhorias. A alma do fuzil, menor do que do produto Mannlicher usual, também causou dificuldades em encontrar pólvora compatível.
Uma variante de carabina também foi introduzida, tinha 98 centímetros de comprimento e apresentava alavanca do ferrolho dobrada. Era usada por unidades de cavalaria e artilharia. Ao contrário dos fuzis, as carabinas não podiam montar baionetas. Isso forçou as unidades de cavalaria lutando a pé a usar suas lanças em combate corpo a corpo durante a campanha de 1916. Uma baioneta foi eventualmente adicionada a 20.000 carabinas após uma invenção do Capitão de cavalaria Botez.

## História
As entregas começaram em 1893 e, em 1907, mais de 100.000 fuzis estavam em serviço. Após o fim da Segunda Guerra Balcânica, a Romênia encomendou mais 200.000 fuzis, no entanto, apenas cerca de 100.000 deles foram entregues devido ao início da Primeira Guerra Mundial. Os fuzis que não foram entregues entraram em serviço com o Exército Austro-Húngaro. Os fuzis montados no calibre original foram designados como "6.5mm M.93 Rumänisches Repetier Gewehr". Os fuzis desmontados foram modificados para acomodar o cartucho 8×50mmR Mannlicher e emitidos para unidades Landwehr austríacas. Quando a Romênia entrou na guerra em 1916, cerca de 373.000 fuzis e 60.000 carabinas estavam em serviço com o Exército Romeno. Eles foram distribuídos para os regimentos de infantaria e Vânători, enquanto carabinas foram emitidas para a cavalaria, ciclistas e unidades Vânători. Muitos fuzis foram destruídos ou capturados durante a campanha romena. No final da guerra, apenas 82.000 fuzis ainda estavam em serviço na Romênia.
Após a guerra, fuzis M93 de 8 mm foram dados como reparações de guerra à Tchecoslováquia e à Iugoslávia. Os fuzis iugoslavos, designados como "Puška 8mm M93", foram capturados pelos alemães na Segunda Guerra Mundial. Os alemães se referiam a esses fuzis como "8mm Puschka M93/30 Rumänisches". O Mannlicher romeno também viu algum serviço na Guerra Civil Espanhola pelos republicanos e foi capturado pelos nacionalistas. Não se sabe como esses fuzis foram obtidos.

## Mannlicher M1896 português
O Reino de Portugal comprou cerca de 12.500 fuzis e carabinas Mannlicher de 6,5 mm da Steyr, alguns em 1896, para a Marinha e Cavalaria, e o restante em 1898 para a Artilharia. Esses fuzis carregam o monograma "CI" de Carlos I de Portugal. Os cartuchos 6,5x53R foram importados primeiro de Georg Roth e depois feitos em Portugal.
Em 1946, algumas centenas de Mannlichers portugueses foram adaptados para disparar o calibre 5,6 mm (.22 Rimfire), para treinamento.

## Mannlicher M1904 de exportação

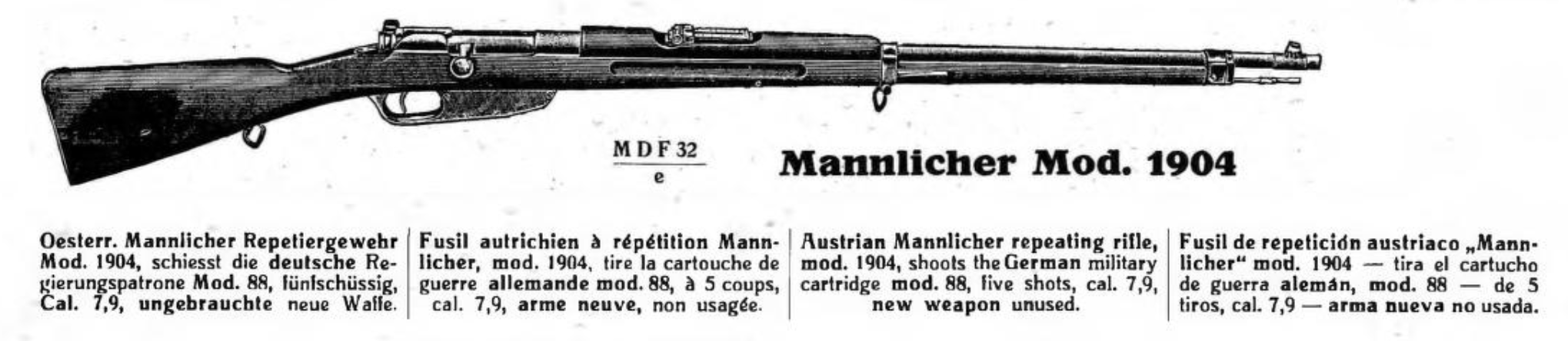
Um anúncio do fuzil 1904 em vários idiomas

Em 1904, a ŒWG modificou ligeiramente o projeto original do M1893, principalmente ao recarregá-lo para o cartucho sem aro 7,9×57J (usando o mesmo clipe do fuzil Gewehr 1888 original) e oferecendo-o para venda. Dois compradores estavam interessados: a Força Voluntária do Ulster e o Exército Chinês, que usou o M1904 em seu projeto Hanyang 88. Os irlandeses compraram cerca de 11.000, esses fuzis irlandeses pareciam muito semelhantes ao romeno M1893, mas foram fabricados usando peças restantes do M1892. Alguns desses fuzis acabaram em estoques britânicos quando alguns dos membros do Ulster, querendo se juntar ao Exército Britânico, entregaram seus fuzis. Alguns também foram obtidos pelo exército austro-húngaro no início da Primeira Guerra Mundial, já que a maioria das armas de fogo ainda não entregues foram apreendidas no início da guerra.

## Operadores
- Áustria-Hungria
- Tchecoslováquia
- Alemanha Nazista
- Reino de Portugal
- Reino da Romênia

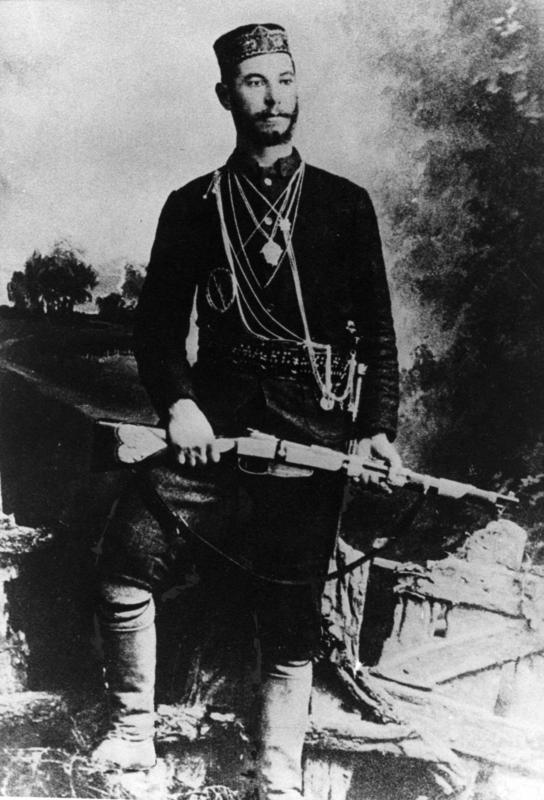
Um revolucionário grego com uma carabina M1893

- Segunda República Espanhola - usado pela facção republicana
- Reino da Iugoslávia

### Operadores não estatais
- Revolucionários macedônios: carabinas M1893 usadas por vários grupos durante as Lutas Macedônicas entre 1904 e 1908[17]

## Galeria

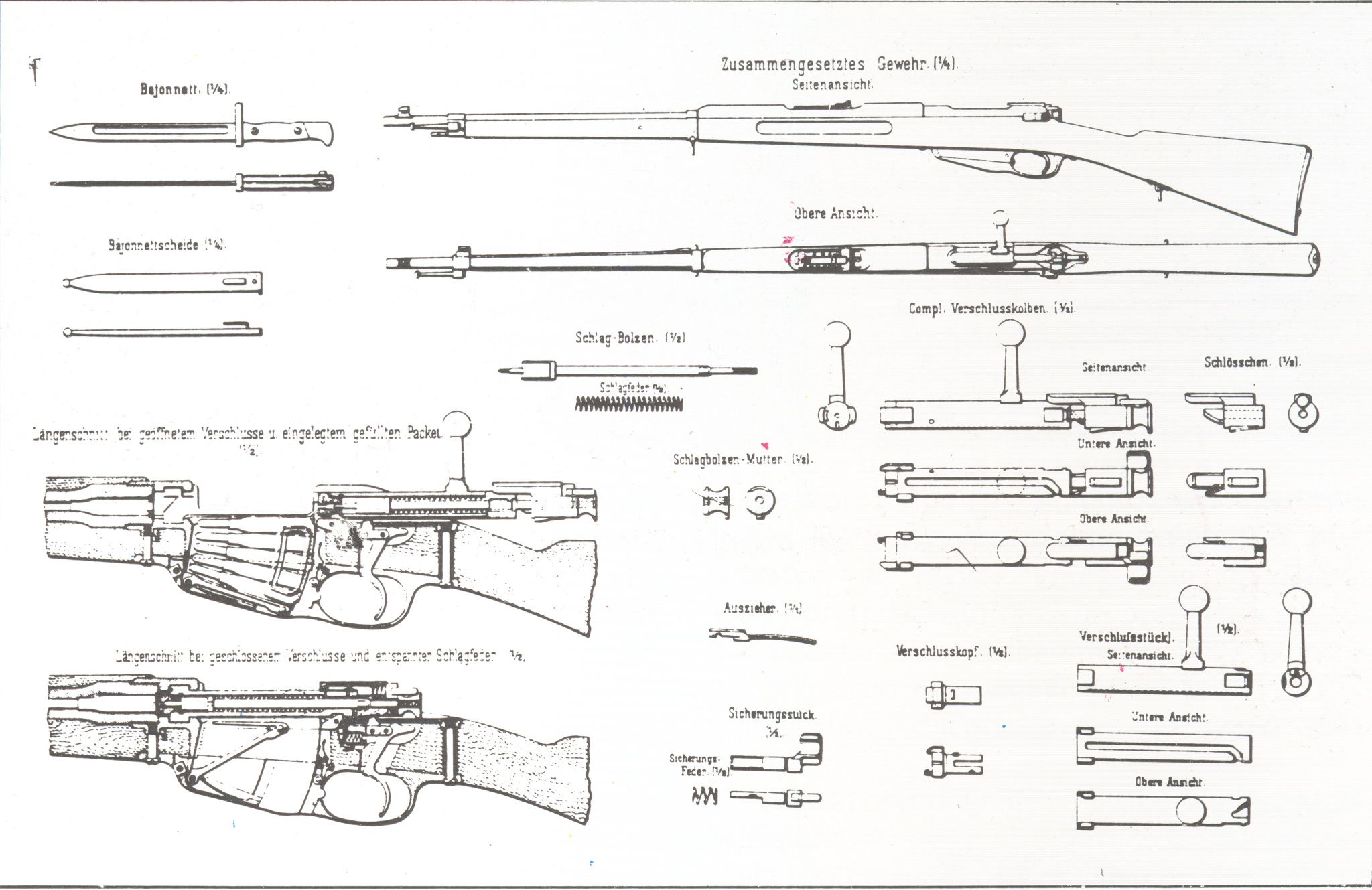
Diagrama do Mannlicher M93 romeno
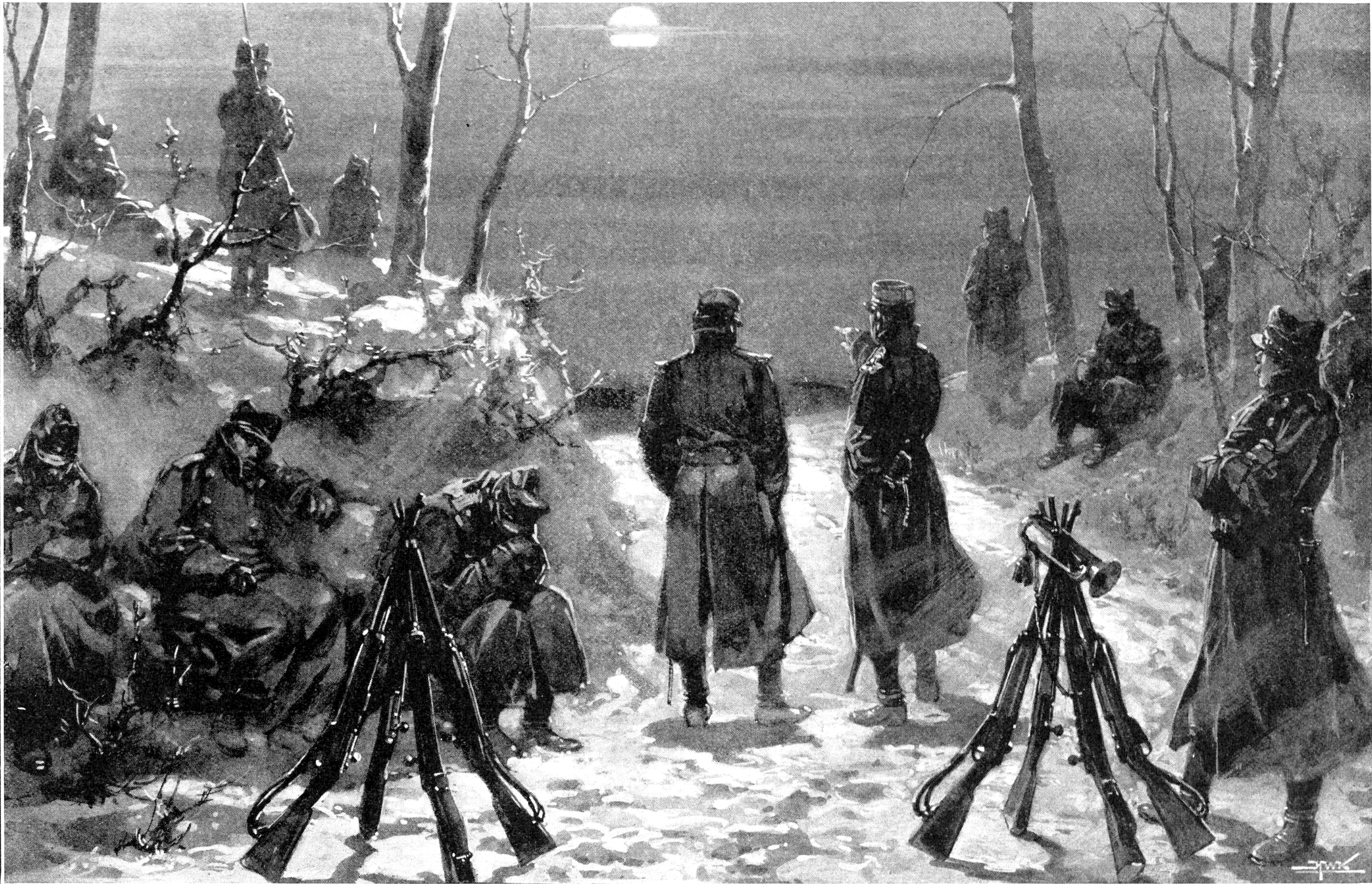
Soldados romenos durante a revolta camponesa de 1907
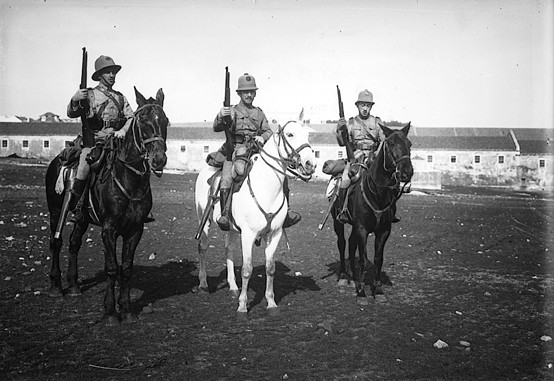
Cavalaria portuguesa
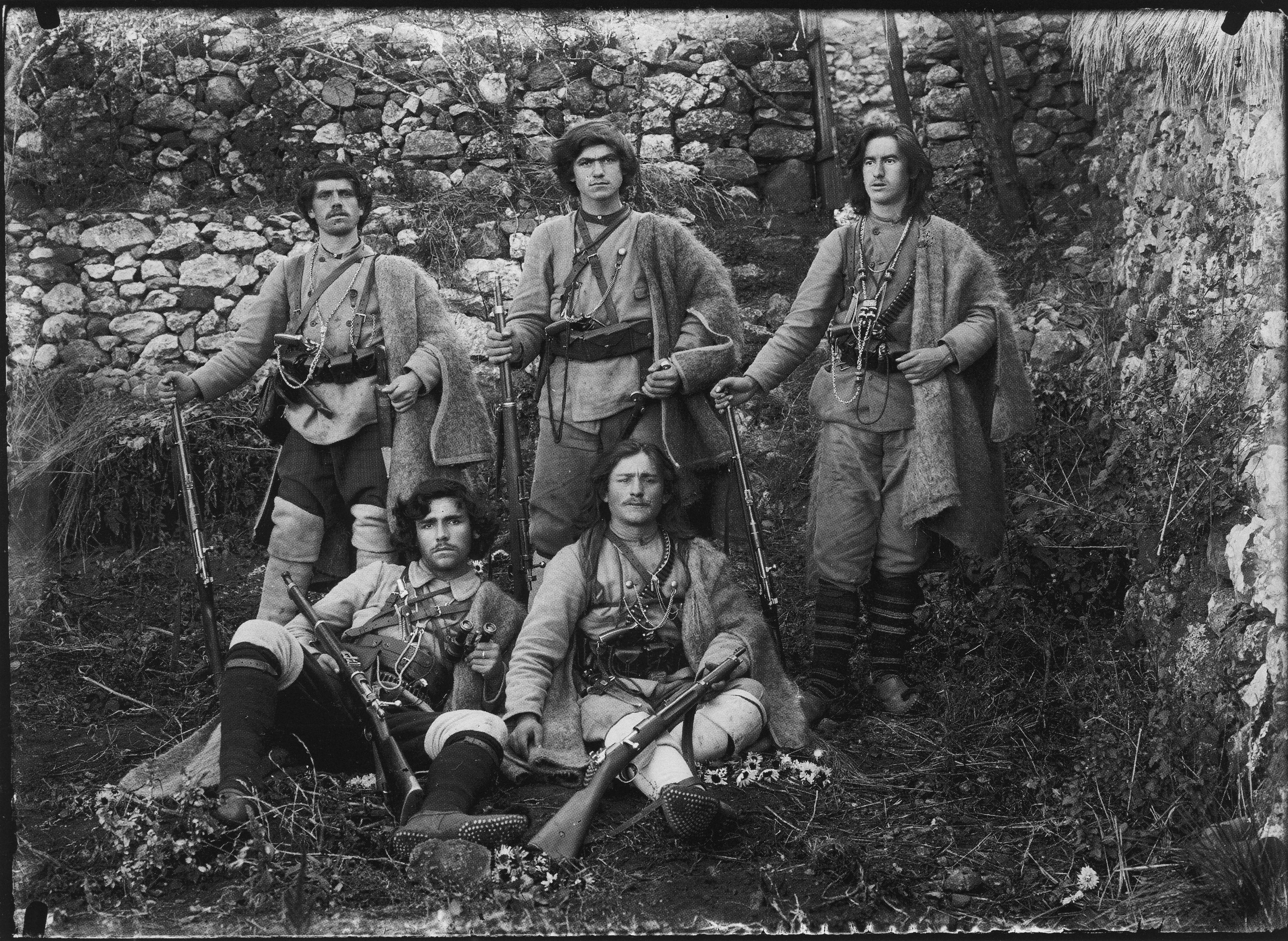
ORIM búlgara armada com Mannlichers